# Sbor poradců
Sbor poradců nebo také sbor konzultorů či kolegium konzultorů (latinsky collegium consultorum) je v římskokatolické církvi šesti- až dvanáctičlenný orgán ustavený diecézním biskupem z členů kněžské rady, který v případě sedisvakance zvolí do osmi dnů dočasného administrátora diecéze. Postavení sboru poradců upravuje kánon 502 CIC.